# 高崎芸術劇場
高崎芸術劇場（たかさきげいじゅつげきじょう）は、群馬県高崎市に所在する公共文化劇場。

## 概要
高崎市は群馬音楽センターの老朽化により、駅東口に「高崎文化芸術センター」を計画 。県内では前橋市のベイシア文化ホールの1994席を超える2030席収容の大劇場。最大1000人収容のスタジオシアター、室内楽などに対応の音楽ホールは群馬初のコンサート専用ホールとして設けられている。
2019年9月20日に群馬交響楽団・大友直人指揮『ベートーヴェン交響曲第9番』でこけら落としされた。

## 沿革
- 2010年（平成22年）12月 - 高崎都市集客戦略ビジョンが策定 [3]
- 2011年（平成23年）8月 - 音楽ホールを中心とした「高崎文化芸術センター」の整備を含む都市集客施設整備の基本的方針を発表
- 2012年（平成24年）9月 - 都市集客施設整備市民懇談会を設置
- 2013年（平成25年）
  - 8月 - 高崎市都市集客施設基本計画を策定
  - 12月 - 高崎文化芸術センター設計者選定プロポーザルを実施
- 2014年（平成26年）9月 - 高崎文化芸術センター及び新体育館建設・運営アドバイザーを委嘱
- 2016年（平成28年）
  - 1月 - 高崎文化芸術センター（仮称）の実施設計が完了
  - 6月 - 市議会の議決を経て高崎文化芸術センター（仮称）建設工事契約を締結
  - 8月 - 着工
- 2018年（平成30年）2月 - 施設名称を「高崎芸術劇場」とすることを発表
- 2019年（令和元年）
  - 9月20日 - 開館
  - 9月22日 - 第30回高崎音楽祭開催。 日本を代表するシンガーソングライター加藤登紀子と森山良子による群馬交響楽団とのシンフォニックコンサート。
  - 11月18日 - 館長の菅田明則と副館長の佐藤育男が劇場備品の入札を巡り官製談合防止法違反などの疑いで逮捕される[4][5]。
  - 11月27日 - 菅田はこの日までに館長を辞任。菅田はそのほか、高崎芸術劇場を運営する高崎財団副理事長、ラジオ高崎社長、高崎観光協会副理事長などの職も辞任した[6]。
- 2020年(令和2年)
  - 1月10日、劇場の館長に高崎商工会議所会頭の児玉正蔵（小島鐵工所元社長）、新設する芸術監督に指揮者の大友直人がそれぞれ就任[7]。

## 施設

### 大劇場
プロセニアム舞台であるが、音響反射板を使用した音楽コンサート仕様にもできるため、幅広い演出に対応できる高機能な多目的ホールである。
- 客席 - 2026席
- 舞台 - プロセニアム舞台仕様　間口 28m～18m 奥行 21m 高さ 14m～11m

音響反射板仕様　間口 23m 奥行 14m 高さ 14m
- 舞台形式 - プロセニアム
- 搬出ヤード - 11tトラック5台（サブ搬出ヤード 11tトラック1台）

### 音楽ホール
群馬県初の本格的音楽専用ホールで、木を基調としたホールとなっている。
- 客席 - 413席
- 舞台 - 間口　12.5m 奥行　6.3m
- 搬出ヤード - 11tトラック 5台（共用）・搬入用エレベーター

### スタジオシアター
客席をフラットにできるためスタンディングイベントに利用できるほか、可動席を使用することで中劇場としても利用できる。
- 客席 - 3間舞台　567席・5間舞台　465席・7間舞台　388席

平土間利用　例）スタンディング約1,000人+2階席98席
- 舞台 - 間口　18m 奥行　5.4m、9.0m、12.6m（昇降床による可変対応） 天井　7.5m（梁まで）
- 搬出ヤード - 11tトラック 5台（共用）

### 創造スペース
ワークショップやリハーサルなどで使用できるスタジオが9部屋ある。
- リハーサルホール
- レッスンルーム
- スタジオ